# 穆罕默德·舒凯里
穆罕默德·舒凯里（阿拉伯语：‎，柏柏尔语：ⵎⵓⵃⴰⵎⵎⴻⴷ ⵛⵓⴽⵔⵉ，1935年7月15日—2003年11月15日）是摩洛哥作家和小说家。20世纪60年代，他在丹吉尔结识了保羅·鮑爾斯、让·热内和田纳西·威廉斯 。保羅·鮑爾斯將穆罕默德·舒凯里的作品翻譯成英文，打響了穆罕默德·舒凯里的知名度。塔哈尔·本·杰隆又將他的著作翻譯成法語。2003年11月15日，舒凯里因癌症在拉巴特一家医院去世。